# Unconditional: Love Songs
Unconditional: Love Songs é uma compilação do cantor Peter André, lançado a 1 de Fevereiro de 2010.

## Faixas
1. "Unconditional" - 4:06 (de Revelation)
2. "I Can't Make You Love Me" - 3:42
3. "Rest Of My Life" (com Brian McKnight) - 4:19 (de Time)
4. "Go Back" - 3:19 (de Revelation)
5. "Lonely" - 5:02 (de Time)
6. "Lost Without U" - 3:05
7. "Call The Doctor" - 3:33 (de Revelation)
8. "Stay With Me" - 4:39 (de Time)
9. "Overjoyed" - 3:48
10. "She's Out of My Life" - 3:08
11. "All Cried Out" - 4:10 (de The Long Road Back)
12. "Letting You Go" - 4:46 (de Time)
13. "I Feel You" - 5:04 (de Natural)
14. "The Right Way" - 3:42 (de The Long Road Back)
15. "Sign Your Name" - 3:47
16. "Untouchable" - 3:54 (de The Long Road Back)

## Paradas
| Parada                        | Posições |
| ----------------------------- | -------- |
| Reino Unido - UK Albums Chart | 7        |